# 대한민국 제3대 대통령 선거 민주당 후보 경선
1956년 대한민국 정·부통령 선거 민주당 후보 경선은 제3대 대통령 및 제4대 부통령 선거를 위해 민주당의 정·부통령 후보를 선출하기 위해 치러진 경선이었다.

## 후보자
구파는 신익희 전 민의원의장을, 신파는 장면 전 총리를 대통령 후보로 지지했다. 치열한 신경전 끝에 양 계파는 신익희를 대통령 후보, 장면을 부통령 후보로 하는 것으로 합의를 도출했다. 처음엔 일부 최고위원들의 발언을 근거로 추대가 예상됐으나, 민주당은 투표를 통해 두 후보를 뽑을 것을 선언하였다. 그러나 구파 측 부통령 후보로 나왔던 조병옥 전 내무장관이 합의 발표 직후 사퇴하는 등, 투표는 형식적인 것이었다. 역시 부통령 지명전에 나섰던 김준연은 끝내 사퇴하지 않았다.

## 전당대회
민주당은 3월 28일 전당대회를 갖고 무기명 비밀 투표로 정·부통령 후보를 각각 선출하였다. 다만 입후보제를 도입하지 않아 대의원이 아무에게나 투표할 수 있었다. 그래서 당초 부통령 지명전에 출마를 선언했다가 26일 철회한 조병옥 등도 표를 받았다.

### 대통령 후보 경선
| 득표순위 | 이름     | 득표수 | 득표율 | 비고        |
| -------- | -------- | ------ | ------ | ----------- |
| 1        | 신익희   | 954    | 97.5%  | 대통령 후보 |
| 2        | 조병옥   | 9      | 0.9%   |             |
| 총투표수 | 총투표수 | 978    |        |             |

### 부통령 후보 경선
| 득표순위 | 이름     | 득표수 | 득표율 | 비고        |
| -------- | -------- | ------ | ------ | ----------- |
| 1        | 장면     | 745    | 76.2%  | 부통령 후보 |
| 2        | 김준연   | 207    | 21.2%  |             |
| 총투표수 | 총투표수 | 978    |        |             |

경선 결과 대통령으론 신익희, 부통령으론 장면이 각각 지명됐다.

## 같이 보기
- 대한민국 제3대 대통령 선거